# Jacques Chevalley
Jacques Chevalley, né en 1905 et mort en 1966, est un conservateur de musée bibliothécaire vaudois.

## Biographie
Jacques Chevalley est nommé conservateur au Musée cantonal d'histoire et d'archéologie de Lausanne entre 1938 et 1942, puis il travaille à la Bibliothèque cantonale et universitaire de Lausanne. 
Il milite des années durant pour la création d'un musée de la vie vaudoise, sur le modèle, entre autres, du Musée d'Arles fondé par Frédéric Mistral en 1896, le « premier musée ethnographique d'Europe ». Projetant de l'installer à Savigny dans le bâtiment d'école désaffecté dont il négocie l'achat en 1952, ses efforts sont soutenus par l'Association des patoisants et relayés par le Nouveau Conteur vaudois. Grâce à eux, la récolte des objets anciens est rapide et la population lui envoie les trésors de ses greniers. 
En 1954, Jacques Chevalley récupère les collections de l'Institut agricole du champ de l'Air : l'école d'agriculture déménage à Marcelin et n'a que faire des objets patiemment récoltés par l'ancien directeur Biéler. « Deux camions de cinq tonnes d'objets divers » sont déchargés à Savigny. En 1956, la collection est assez étendue pour remplir un petit musée.
En 1966, Jacques Chevalley décède et les objets récoltés sont répartis entre l'Arboretum d'Aubonne et le Musée du Vieux-Moudon. 

## Sources
- « Jacques Chevalley », sur la base de données des personnalités vaudoises sur la plateforme « Patrinum » de la Bibliothèque cantonale et universitaire de Lausanne.
- Pour un musée de la vie vaudoise, édition Le Pèlerin, 1994